# 安川敬二
安川 敬二（やすかわ けいじ、1916年（大正5年）1月22日 - 2009年（平成21年）7月10日）は、日本の実業家。

## 経歴
安川電機の創設者安川第五郎の次男として福岡県北九州市に生まれる。1940年（昭和15年）、東京帝国大学を卒業後、安川電機に入社。
1972年（昭和47年）、いとこである安川寛（第五郎の兄・安川清三郎の子）のあとを受け安川電機の4代目社長に就任し、産業用ロボットの開発を推進した。
1985年（昭和60年）、創業家以外で初となる、菊池功に社長を譲り、会長に就任。1988年（昭和63年）に会長を退き、特別顧問を務めた。
また、1982年（昭和57年） - 1983年（昭和58年）の間日本電機工業会会長を務めた。1986年（昭和61年）には勲二等瑞宝章を授与された。2009年（平成21年）7月10日、老衰のため93歳にて死去。

## 家族・親族
- 父・安川第五郎 ‐ 安川財閥の創設者安川敬一郎の三男。
- 母・松子 ‐ 政治家鶴原定吉の娘
- 兄・安川壮 ‐ 外交官[1]
- 弟・安川定男 ‐ 国文学者。妻はピアニストの安川加壽子。娘婿に金澤正剛
- 弟・幾島明 ‐ 医師で幾島家の養子となった[1]。地球物理学者の坪井忠二は義父[1]。
- 妻・淑子 ‐ 明石製作所創業者明石和衛の二女[2]。
- 娘婿・樋口輝彦など
- 義兄弟（姉妹の夫）に横山康吉、山下敏明など